# 伊萊恩
37°46′S 144°01′E / 37.767°S 144.017°E
伊萊恩是一個澳洲維多利亞的城鎮，位於柏拉瑞特和吉朗之間的中部公路之上。根據2006年的人口普查，伊萊恩包括鄰近地區合共有677人口。
1862年，吉朗至柏拉瑞特的鐵路線連接到伊萊恩，並於短時間內開設了火車站（但是今天只剩穀物和載貨火車使用這一條鐵路線）。當地的郵局於1859年3月1日開始營業，命名為「杜蘭山郵局」（Mount Doran Post Office）。其後於1872年更名為「伊萊恩郵局」（Elaine Post Office）。
位置離舊郵局較接近火車站的「伊萊恩火車站郵局」（Elaine Railway Station Post Office）於1873年4月14日開始服務。1877年，新郵局取代舊郵局被命名為「伊萊恩郵局」，而舊郵局則恢復「杜蘭山郵局」的原稱。